# Újezd (Berouni járás)
Újezd település Csehországban, a Berouni járásban. Újezd Kařízek, Kařez, Záluží, Olešná, Osek, Komárov és Cerhovice településekkel határos. Lakosainak száma 684 fő (2024. január 1.).

## Népesség
A település lakosságának változását az alábbi diagram mutatja:
| Lakosok száma | 525  | 517  | 680  | 652  | 619  | 555  | 635  | 650  | 686  | 684  |
|               | 1869 | 1890 | 1921 | 1950 | 1980 | 2001 | 2017 | 2019 | 2022 | 2024 |